# Caraxué-de-bico-amarelo
O caraxué-de-bico-amarelo (Turdus lawrencii), também conhecido como sabiá-poliglota por seu extenso repertório mimético, é uma espécie de ave da família Turdidae. É encontrada na Bolívia, Brasil, Colômbia, Equador, Peru e Venezuela. Descrita em 1878 por George N. Lawrence como Turdus brunneus, um nome que já estava em uso (por Brewer, 1852 e usado para Turdus rufescens), a espécie foi renomeada como Turdus lawrencii por Elliott Coues em 1880. Seus habitats naturais são florestas úmidas de planície subtropicais ou tropicais e pântanos subtropicais ou tropicais.

## Descrição
O Turdus lawrencii tem de 21,5 a 23 cm de comprimento, pesando em média 73 gramas. Apresenta plumagem pardo-olivácea na parte superior, ventre claro, anel ocular amarelo e garganta rajada. O bico é amarelo, apresentando uma ponta preta durante o período reprodutivo.

## Comportamento

### Alimentação
A espécie é onívora, se alimentando de frutos, sementes e insetos.

### Vocalização
O repertório do Turdus lawrencii pode chegar a até 70 cantos e chamados de outras espécies de pássaros, razão pela qual ele foi denominado "sabiá-poliglota".